# Mario Traxl
Mario Traxl (Münchendorf, Baixa Àustria, 30 de maig de 1964) va ser un ciclista austríac. Del seu palmarès destaca els dos Campionats nacionals en ruta i la medalla de bronze al Campionat del Món de contrarellotge per equips de 1987.

## Palmarès
- 1987
  - Vencedor d'una etapa a la Volta a Àustria
- 1988
  - Vencedor d'una etapa a la Volta a Àustria
- 1989
  -  Campió d'Àustria en ruta
  - Vencedor d'una etapa a la Volta a Àustria
- 1993
  - Vencedor d'una etapa a la Volta a Àustria
- 1994
  -  Campió d'Àustria en ruta